# Гота
 Тази статия е за града в Германия.  За административния окръг вижте Гота (окръг).  
Гота (на немски: Gotha) е град в Централна Германия, административен център на окръг Гота в провинция Тюрингия. Намира се на 25 km западно от Ерфурт. Населението му е 45 589 души (по приблизителна оценка от декември 2017 г.).
Градът е известен от края на 8 век, когато се споменава в документ, подписан от Карл Велики, под името Villa Gotaha. Значението му нараства през 1640 година, когато става столица на херцогството Саксония-Гота (от 1680 година – на Саксония-Гота-Алтенбург). През 18 век Волтер прекарва известно време в града, като превръща двора на херцозите в един от центровете на Просвещението. От 1826 година до краха на Втория райх през 1918 година Гота, наред с Кобург, е една от двете столици на херцогство Саксония-Кобург-Гота. През 1875 година в града е основана Социалдемократическата партия, като е обявена така наречената Готска програма. От 1949 до 1990 година Гота е част от Германската демократична република.

## Известни личности
Родени в Гота
- Йохан Фридрих Блуменбах (1752 – 1840), биолог
- Луиза Сакс-Гота-Алтенбургска (1800 – 1831), херцогиня

Починали в Гота
- Ханс Цибулка (1920 – 2004), писател
- Адам Вайсхаупт, основател на Ордена на илюминатите, просвещенски философ, републиканец и деист